# Halle (bei Neuenhaus)
Halle ist eine Gemeinde in der Samtgemeinde Uelsen im Landkreis Grafschaft Bentheim in Niedersachsen. Zur Gemeinde gehören auch die Orte Hardingen (1974 eingemeindet) und Hesingen. Bürgermeister ist Gerd-Holger Kolde. Die Einwohner von Halle werden nicht – wie etwa in Halle an der Saale – „Hallenser“, sondern schlicht „Haller“ genannt.

## Geografie

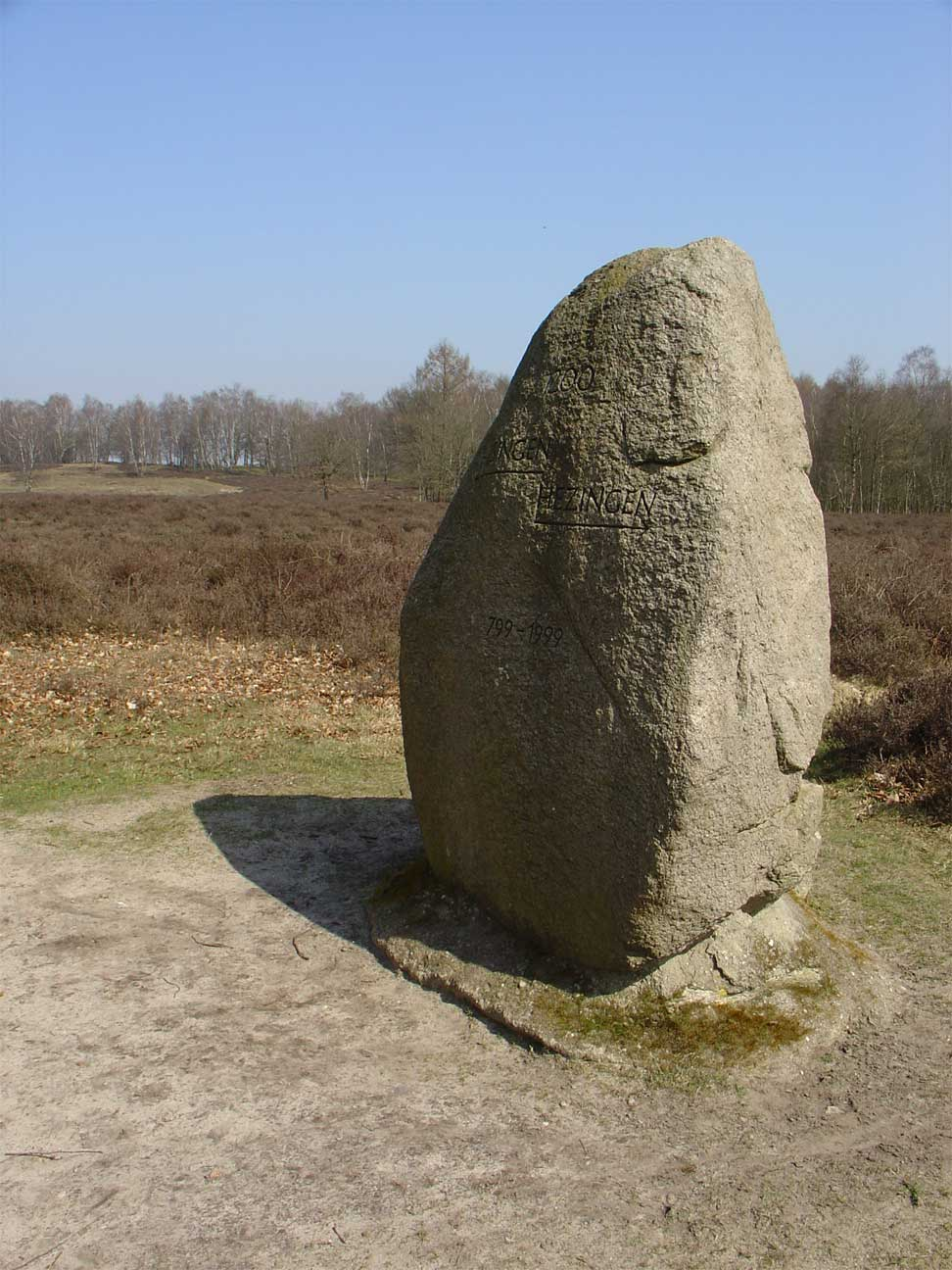
Grenzstein zwischen Hesingen und Hezingen (Tubbergen)

### Geografische Lage
Die Gemeinde Halle liegt südlich der Gemeinde Uelsen und der Stadt Neuenhaus. Im Westen grenzt die Gemeinde Getelo, östlich die Gemeinde Lage. Im Süden grenzt Halle an die Niederlande.
Der Poascheberg in Hesingen ist mit 89 m über dem Meer die zweithöchste Erhebung der Grafschaft Bentheim.

### Gemeindegliederung
Die Gemeinde besteht aus den Orten:
- Halle
- Hardingen
- Hesingen

## Eingemeindungen
Am 1. März 1974 wurde die Nachbargemeinde Hardingen eingegliedert.

## Politik

### Gemeinderat
Der Gemeinderat aus Halle setzt sich aus neun Ratsfrauen und Ratsherren zusammen, die zuletzt bei den Niedersächsischen Kommunalwahlen 2021 gewählt wurden. Diese haben eine gemeinsame Wahlliste gebildet.

### Bürgermeister
Derzeitiger Bürgermeister Halles ist Gerd-Holger Kolde, der im November 2021 gewählt wurde.

## Sehenswertes

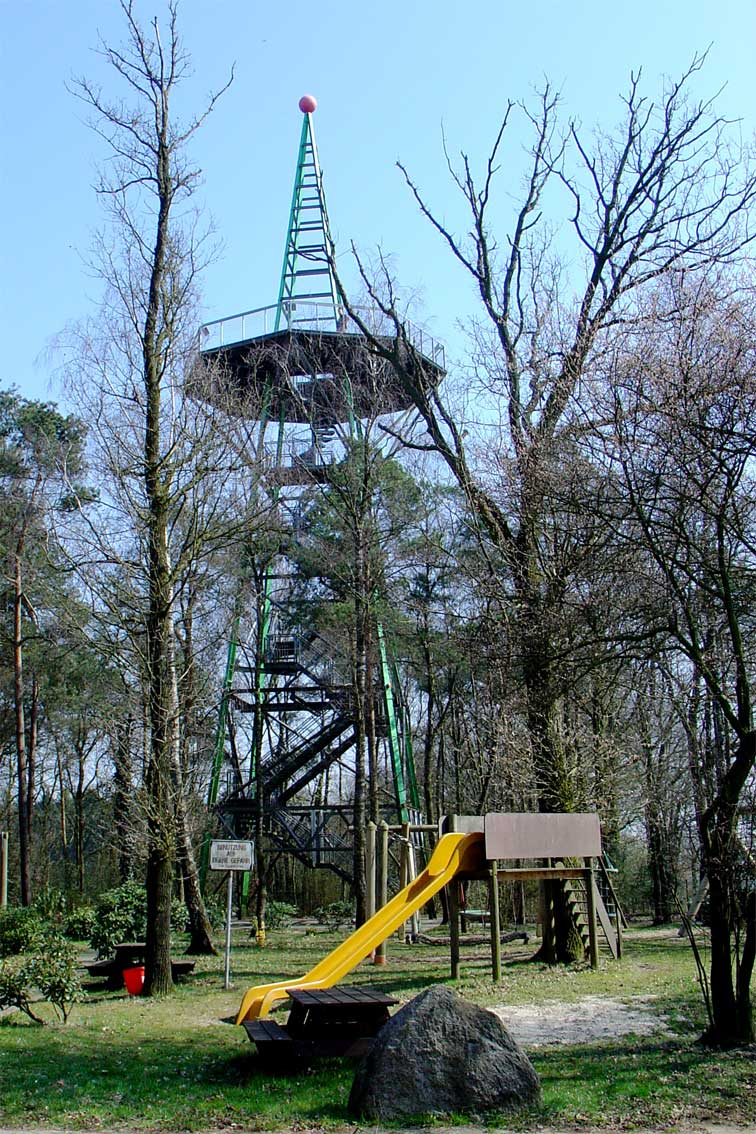
Aussichtsturm Hesingen auf dem Lönsberg

### Nordbecks Mühle
Erstmals historisch nachweisen lässt sich die Wassermühle im Jahre 1610. Existiert haben dürften der Hof und die Mühle allerdings schon viele Jahrhunderte früher. 1865 bekam sie einen zweiten Mahlgang und im Jahre 1924 wurde ein Sägewerk eingerichtet. 1926 wurde das Mühlenrad durch eine Turbine ersetzt, welche das mittlere Gefälle des im fünf Meter tiefen Mühlenteich gespeicherten Wassers ausnutzte. Stillgelegt wurde die Mühle 1954. Heute ist sie noch ab und zu als Holzmühle im Betrieb. 2002 wurde die Mühle umfangreich restauriert.

### Aussichtsturm Hesingen
Auf dem Lönsberg (87 m über NN) in Hesingen steht seit 1999 ein 35 m hoher Aussichtsturm. Ein baugleicher Aussichtsturm wurde auch auf dem Isterberg in der Obergrafschaft zwischen Nordhorn und Bad Bentheim errichtet.
Der Turm in Hesingen ist ein beliebtes Ausflugsziel, da dort auch eine Gastwirtschaft mit Kinderspielplatz vorhanden ist. Von der großen Plattform in 22 m Höhe über Grund (109 m über NN) hat man einen guten Überblick über die Grafschaft Bentheim und die angrenzenden Niederlande. Wichtige Punkte in der Umgebung werden durch Informationstafeln beschrieben. Bei klarer Sicht sind die Kühltürme der Kraftwerke in Meppen und Lingen zu erkennen, aber auch die Burg in Bad Bentheim.

## Hügelgräberheide Halle-Hesingen
Südlich von Hesingen befindet sich die Hügelgräberheide Halle-Hesingen, in der ein Hügelgräberfeld liegt. Wegen seiner Bedeutung wurde es als Naturschutzgebiet ausgewiesen und auch zum FFH-Gebiet erklärt.

## Verkehr
Es besteht eine regelmäßige Rufbusanbindung der Verkehrsgemeinschaft Grafschaft Bentheim (VGB) nach Uelsen, wo es einen Anschluss an die Regionalbuslinie 10 in Richtung Emlichheim sowie Neuenhaus gibt. In Neuenhaus gibt es Anschlüsse an die Bahnlinie RB 56 in Richtung Bad Bentheim über Nordhorn sowie an die Regionalbuslinie 30 in Richtung Nordhorn.

## Persönlichkeiten
- Harding Meyer (* 1928 in Hardingen; † 2018), evangelisch-lutherischer Theologe und Ökumeniker